# Surf & Rail
Surf & Rail war die Bezeichnung eines besonderen Tarifs im Fernverkehr der Deutschen Bahn AG, der für bestimmte Verkehrsverbindungen zu besonderen Bedingungen angeboten wurde. Die Fahrkarten wurden – erstmals in Deutschland – ausschließlich online, zum Selbstausdrucken, verkauft. Das zwischen 1999 und 2007 verkaufte Angebot gilt als Vorläufer der heutigen Online-Tickets.

## Geschichte
Vor Einführung des Angebots konnten DB-Fahrkarten zwar im Internet gebucht werden, wurden aber anschließend zugeschickt oder in einem Reisebüro hinterlegt.
Der Tarif wurde am 25. Oktober 1999 eingeführt. Mit dem Angebot sollte der Internetvertrieb ausgebaut werden. Unter bestimmten Bedingungen sollten Reisende Fahrscheine zu besonders günstigen Preisen erhalten und selbst ausdrucken. Die Zahlung erfolgte per Kreditkarte. Zur Kontrolle im Zug wurden Ausdruck und Personalausweis verwendet. Dabei wurden zunächst 111 Direktverbindungen zwischen 25 Städten zu Sonderkonditionen angeboten. Mitte März 2000 wurde die Anzahl der verfügbaren Relationen von 111 auf 254 erhöht. Die Fahrkarten waren an die Benutzung bestimmter Züge gebunden. Die Zugbegleiter führten Listen mit sich, auf denen alle Buchungen für den Zug verzeichnet waren. Surf&Rail wurde nur für Fernverkehrszüge angeboten.
Mit dem Pilotprojekt sollte geprüft werden, wie die Auslastung der Züge insbesondere zu nachfrageschwachen Zeiten gesteigert werden könne. Die Fahrkarten konnten bis zu drei Tage vor Fahrtantritt erworben werden (Vorkaufsfrist). Die Preise für Hin- und Rückfahrt lagen, in vier Stufen, zwischen 75 und 195 DM. Die Platzreservierung war enthalten, die Bedingungen sagten ausdrücklich, dass auch dieser Platz genutzt werden musste. Separate Zuschläge für ICE- und IC-Nutzung wurden nicht erhoben. BahnCard-Besitzer erhielten fünf Euro Rabatt. Zwischen Hin- und Rückfahrt musste ein Wochenende liegen. Umbuchungen und Stornierungen waren nicht möglich.
Das Angebot wurde 2002, im Zuge des neuen Preissystems, zunächst eingestellt. Zum 6. Oktober 2003 wurde das Angebot erneut eingeführt. Dabei wurde die Zahl der verfügbaren Relationen auf fünf reduziert. Im wöchentlichen Wechsel wurden unterschiedliche Relationen angeboten. Bis zu vier Mitfahrer konnten zum halben Preis mitfahren, eigene Kinder oder Enkel fuhren, bis zur Vollendung des 14. Lebensjahrs, kostenlos. Laut DB-Angaben wurde am ersten Verkaufstag rund die Hälfte der angebotenen Fahrkarten verkauft. Zum 1. März 2004 wurde das Platzangebot auf 20.000 Fahrkarten pro Woche und 20 Relationen erhöht.
Der Tarif wurde, neben anderen Angeboten, zum 10. Juni 2007 durch das so genannte Dauer-Spezial ersetzt.